# Aeropolis 2001

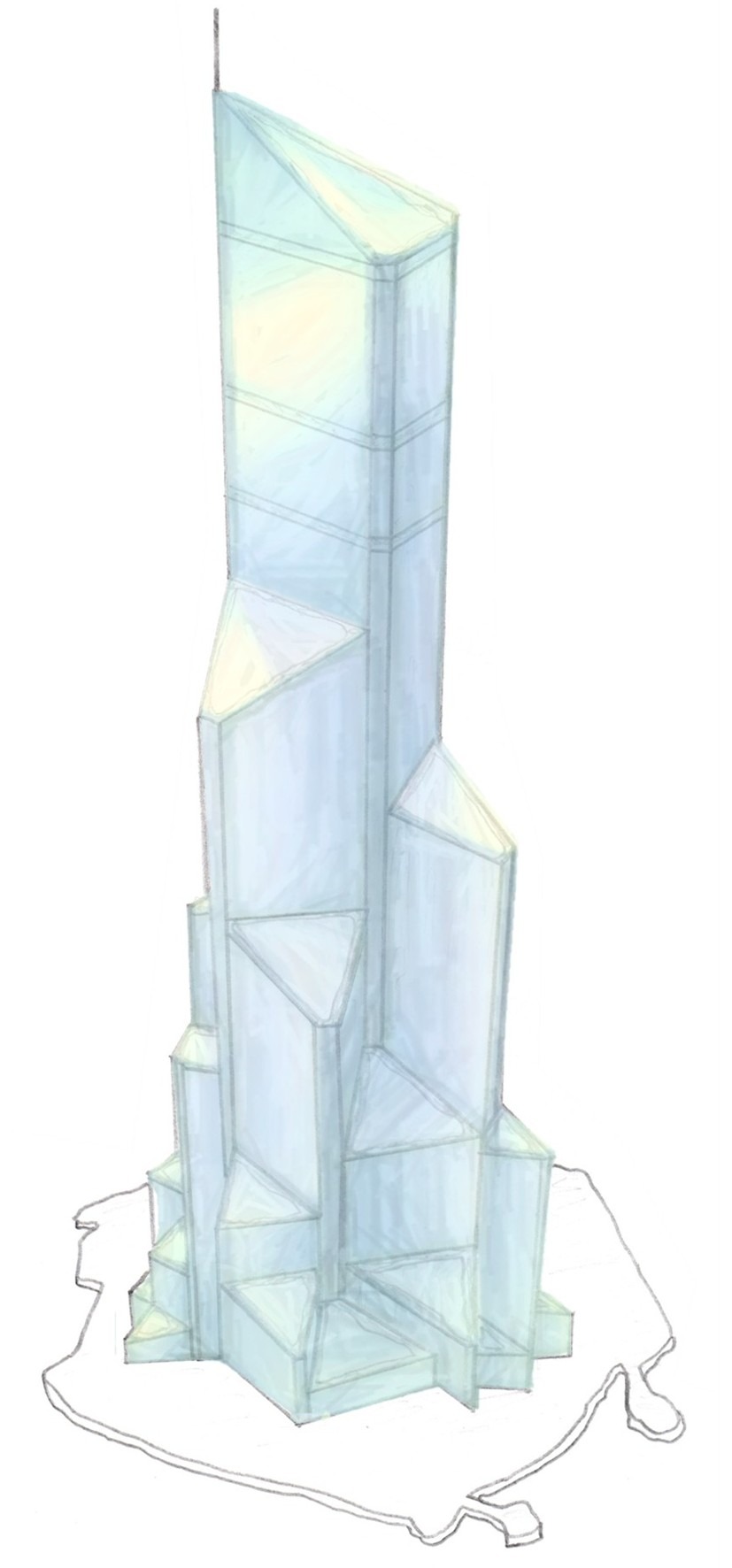
Desenho do arranha-céu

Aeropolis 2001 foi um projeto de um arranha-céu que seria construído sob a Baía de Tóquio, no Japão
. 
Anunciado em 1989 pela construtora Obayashi Corporation para ser o maior prédio no mundo, com 500 andares e 2.001 metros de altura em 11 km quadrados de espaço. Deveria ser inaugurado no ano de 2000 com uma estrutura mista para apartamentos, escritórios, comércio, cinemas, escolas, hospitais e restaurantes e uma projeção de aproximadamente 140 mil pessoas utilizando as áreas do edifício diariamente. 
Várias inovações tecnológicas foram propostas no projeto, como energia totalmente sustentável e elevadores com capacidade de 300 pessoas deslocando-se entre o térreo e a cobertura em apenas 15 minutos. 
O projeto foi elaborado em meio a "japanese asset price bubble" ou a bolha econômica de ativos japonês, que terminou no início da década de 1990, entrando em colapso em 1992. Essa talvez seja uma das razões que o empreendimento nunca foi levado adiante, associado a falta de tecnologia que sustente um projeto de tal envergadura.